# 마라주 (탄자니아)

마라 주의 위치

마라 주(Mara)는 탄자니아 북부에 위치한 주로, 주도는 무소마이며 인구는 1,368,602명(2002년 기준)이다. 남쪽으로는 므완자 주와 시니앙가 주, 남동쪽으로는 아루샤 주, 카게라 주와 인접해 있으며 북동쪽으로는 케냐와 국경을 맞대고 있다.

## 같이 보기
- 세렝게티 국립공원